# ZUTTO〜Ever Lasting Collection〜
『ZUTTO〜Ever Lasting Collection〜』（ズット エバー・ラスティング・コレクション）は、永井真理子のベスト・アルバム。

## 概要
1996年発表ベスト・アルバム2作品に続き、本作がファンハウスでの最後の作品。1987年から1992年前半に発表した楽曲から選曲された。

## 収録曲
全編曲：根岸貴幸、全作詞：亜伊林（特記以外）
1. TIME-Song For GUNHED-
  - 作曲：馬場孝幸
2. Ready Steady Go!
  - 作曲：前田克樹
3. 自分についた嘘
  - 作曲：谷口守
4. 23才
  - 作詞：永井真理子・浅田有理、作曲：前田克樹
5. Say Hello
  - 作曲：北野誠
6. プリティ・ロックンロール
  - 作詞：浅田有理、作曲：北野誠
7. ハートをWASH!
  - 作詞：浅田有理、作曲：北野誠
8. ときめくハートビート
  - 作詞：前田克樹・亜伊林、作曲：前田克樹
9. ミラクル･ガール
  - 作曲：藤井宏一
  - 読売テレビ系アニメーション『YAWARA!』初代オープニングテーマ
10. White Communication〜新しい絆〜
  - 作詞・作曲：佐野元春
  - NHK『花の万博』イメージ・ソング
11. 好奇心
  - 作詞・作曲：陣内大蔵
12. 泣きたい日もある
  - 作詞・作曲：遠藤京子
13. EVERYTHING
  - 作曲：前田克樹
  - 「ZUTTO」カップリング曲
14. 私の中の勇気
  - 作詞：永井真理子、作曲：前田克樹
15. キャッチ･ボール（Album Edit）
  - 作曲：北野誠
16. Keep On “Keeping On”
  - 作詞：永野椎菜、作曲：辛島美登里
17. やさしくなりたい
  - 作曲：北野誠
18. ZUTTO
  - 作曲：藤井宏一
  - フジテレビ系『邦ちゃんのやまだかつてないテレビ』エンディングテーマ